# Reserva da Biosfera da Ilha do Príncipe
A Reserva da Biosfera da Ilha do Príncipe (criada em 2012) é uma Reserva da Biosfera da UNESCO em São Tomé e Príncipe. Abrange toda a área emersa da ilha do Príncipe, os seus ilhéus Bom Bom, Boné do Jóquei, Mosteiros e Pedra da Galé, e as ilhas Pedras Tinhosas (Tinhosa Grande e Tinhosa Pequena), bem como os habitats marinhos circundantes. A reserva está localizada no Golfo da Guiné, ao largo da costa oeste de África, e é gerida pelo governo regional do Príncipe.
A área da reserva é de 71.592,5 hectares, subdivididos da seguinte forma:
- Área núcleo: 17.242,37 ha (marinho: 11.195,55 ha, terrestre 6.043,82 ha);
- Zona de amortecimento: 11.769,92 ha (marinho: 10.323,18 ha, terrestre 1.446,74 ha);
- Área de transição: 42.580,27 ha (marinho: 36.081,76 ha., terrestre 6.498,51 ha.[3]

## Características ecológicas
A ilha é caracterizada pelo seu relevo suave na metade norte da ilha e uma cadeia montanhosa na metade sul composta por vários picos fonolíticos com altitudes entre 500 and 948 m (1,640 and 3,110 ft) onde há uma mancha de floresta primária. A diferença de geomorfologia e relevo entre os dois lados, resulta em bioclimatologia diferenciada, tem influência na distribuição dos principais tipos de ecossistemas da ilha, como os sistemas lóticos (fluviais) na área do maciço e seus vales e lênticos (lagos).) na área de planícies do norte.
A reserva da biosfera abriga grande biodiversidade em ecossistemas terrestres e marinhos, com altas taxas de endemismo em muitos grupos de organismos, especialmente plantas vasculares, moluscos, insetos, aves, répteis e morcegos. Faz parte do hotspot de biodiversidade das florestas tropicais da África Ocidental, contendo uma ampla gama de comunidades vegetais e habitats de grande importância internacional, como florestas tropicais primárias, sombras florestais, palmeiras e habitats ribeirinhos de planície.
Considerando a importância que esta área tem para a reprodução de tartarugas marinhas, aves marinhas e cetáceos, bem como recifes de coral, no cenário internacional, é uma área de grande interesse para a conservação da diversidade biológica global.

## Características socioeconômicas
Até setembro de 2012, a população residente da reserva era de 6.727 habitantes, todos eles vivendo na área de transição, já que todos os ilhéus são inabitados.
As atividades econômicas na reserva da biosfera são essencialmente a pesca e a agricultura (especialmente cacau, café e copra) além de um pequeno empreendimento turístico, composto principalmente por algum turismo na capital, Santo Antônio, e um balneário na área de Bom Bom. A agricultura e a pesca são as principais atividades de subsistência, principalmente para consumo e excedentes comerciais no mercado local. Os produtos agrícolas e pesqueiros são consumidos principalmente em sua forma primária, mas existem alguns produtos processados, como peixe seco, banana frita, cacharamba (uma bebida feita com cana de açúcar) e vinho de palma.